# 琉球香肠
琉球香肠是台湾屏东县琉球乡的特产，以“去筋”为特色，因此口感好，容易嚼。琉球香肠通常不添加防腐剂，用猪小肠包裹。琉球香肠可以用于制作春卷和香肠炒饭。